# Stazione di Trevignano-Signoressa
Stazione di Trevignano-Signoressa vasútállomás Olaszországban, Veneto régióban, Trevignano településen.

## Vasútvonalak
Az állomást az alábbi vasútvonalak érintik:
- Belluno–Feltre–Treviso-vasútvonal

## Kapcsolódó állomások
A vasútállomáshoz az alábbi állomások vannak a legközelebb: 
- Stazione di Postioma (Stazione di Treviso Centrale)
- Stazione di Montebelluna